# Sannois
Sannois è un comune francese di 26 768 abitanti situato nel dipartimento della Val-d'Oise nella regione dell'Île-de-France.

## Storia
Il piano inferiore dell'oligocene del bacino di Parigi, costituito da marne verdi salmastre o da calcari d'acqua dolce, è detto sannoisiano, dal nome di Sannois.

### Simboli
Il rosso e l'azzurro sono i colori dello stemma di Cyrano de Bergerac, morto a Sannois nel 1655. 
Sullo scaglione è rappresentato il mulino presente sulla cima del monte Trouillet che domina la valle di Montmorency. Le cinquefoglie simboleggiano la floridezza della regione; l'albero di noce fa riferimento a una delle ipotesi di etimologia del toponimo Sannois da Cent noix.

## Società

### Evoluzione demografica
Abitanti censiti